# Чушка (посёлок)
Чушка́ — посёлок в Темрюкском районе Краснодарского края. Входит в состав Запорожского сельского поселения.
Большая часть жителей покинула посёлок из-за неблагоприятной экологической обстановки, сложившейся после открытия в порту «Кавказ» грузовых терминалов, занимающихся открытой перевалкой химических веществ и удобрений.

## География
Посёлок Чушка расположен на восточном берегу Керченского пролива, на полуостровной песчаной косе Чушка, неподалёку от её южной оконечности. Непосредственно с посёлком граничит территория порта «Кавказ».

### Улицы
- ул. Железнодорожная,
- ул. Набережная.

## Этимология
По одной из версий название Чушка́ произошло от некогда многочисленных в тех краях дельфинов, которых местное население называло морскими свиньями, или чушка́ми. По другой версии, название чушка восходит в адыгейскому «цӏушхъо», что переводится как «бычий брод», как указание на небольшую глубину Керченского пролива.

## История
Посёлок был основан в 1946 году с началом строительства Керченской паромной переправы и входивших в её состав порта «Кавказ» и железнодорожной станции «Кавказ».
Источники пресной воды на косе Чушка отсутствовали, поэтому воду в посёлок доставляли по железной дороге в вагонах-цистернах.
Большая часть жителей Чушки работала на паромной переправе, железнодорожной станции и местном рыбсовхозе.
С соседним посёлком Ильич, находящимся на расстоянии 11 км, до начала 1990-х годов существовало пассажирское железнодорожное сообщение. Маршрут обслуживался автодрезиной, которую позднее сменил дизельный поезд «Пионер», состоящий из тепловоза и головного вагона электропоезда С.

## Население
| 2002 | 2010 |
| ---- | ---- |
| 292  | ↘109 |

## Экологические проблемы
Экологическая вахта по Северному Кавказу не раз упомянула про загрязнение  посёлка.